# Сен-Сернен-сюр-Ранс
Сен-Серне́н-сюр-Ранс (фр. Saint-Sernin-sur-Rance, окс. Sent Sarnin) — коммуна во Франции, находится в регионе Окситания. Департамент — Аверон. Административный центр кантона Сен-Сернен-сюр-Ранс. Округ коммуны — Мийо.
Код INSEE коммуны — 12248.
Коммуна расположена приблизительно в 560 км к югу от Парижа, в 100 км восточнее Тулузы, в 55 км к югу от Родеза.

## Население
Население коммуны на 2008 год составляло 674 человека.
| 1962 | 1968 | 1975 | 1982 | 1990 | 1999 | 2008 |
| ---- | ---- | ---- | ---- | ---- | ---- | ---- |
| 692  | 693  | 632  | 604  | 563  | 530  | 674  |

## Администрация
| Период | Период | Фамилия        | Партия                    | Примечания               |
| ------ | ------ | -------------- | ------------------------- | ------------------------ |
| 1971   | 1977   | Жан Косте      |                           |                          |
| 1977   | 1989   | Поль Кейле     |                           |                          |
| 1989   | 2008   | Жан-Пьер Косте | Союз за народное движение |                          |
| 2008   |        | Анни Бель      | беспартийный              | член генерального совета |

## Экономика
В 2007 году среди 393 человек в трудоспособном возрасте (15—64 лет) 224 были экономически активными, 169 — неактивными (показатель активности — 57,0 %, в 1999 году было 71,6 %). Из 224 активных работали 204 человека (106 мужчин и 98 женщин), безработных было 20 (11 мужчин и 9 женщин). Среди 169 неактивных 107 человек были учениками или студентами, 28 — пенсионерами, 34 были неактивными по другим причинам.

## Достопримечательности
- Дом XV века. Памятник истории с 1934 года[3]
- Дом Малаваль (XVI век). Памятник истории с 2003 года[4]
- Бывшая мэрия. Памятник истории с 1897 года[5]
- Средневековая коллегиальная церковь. Памятник истории с 1930 года[6]

## Галерея

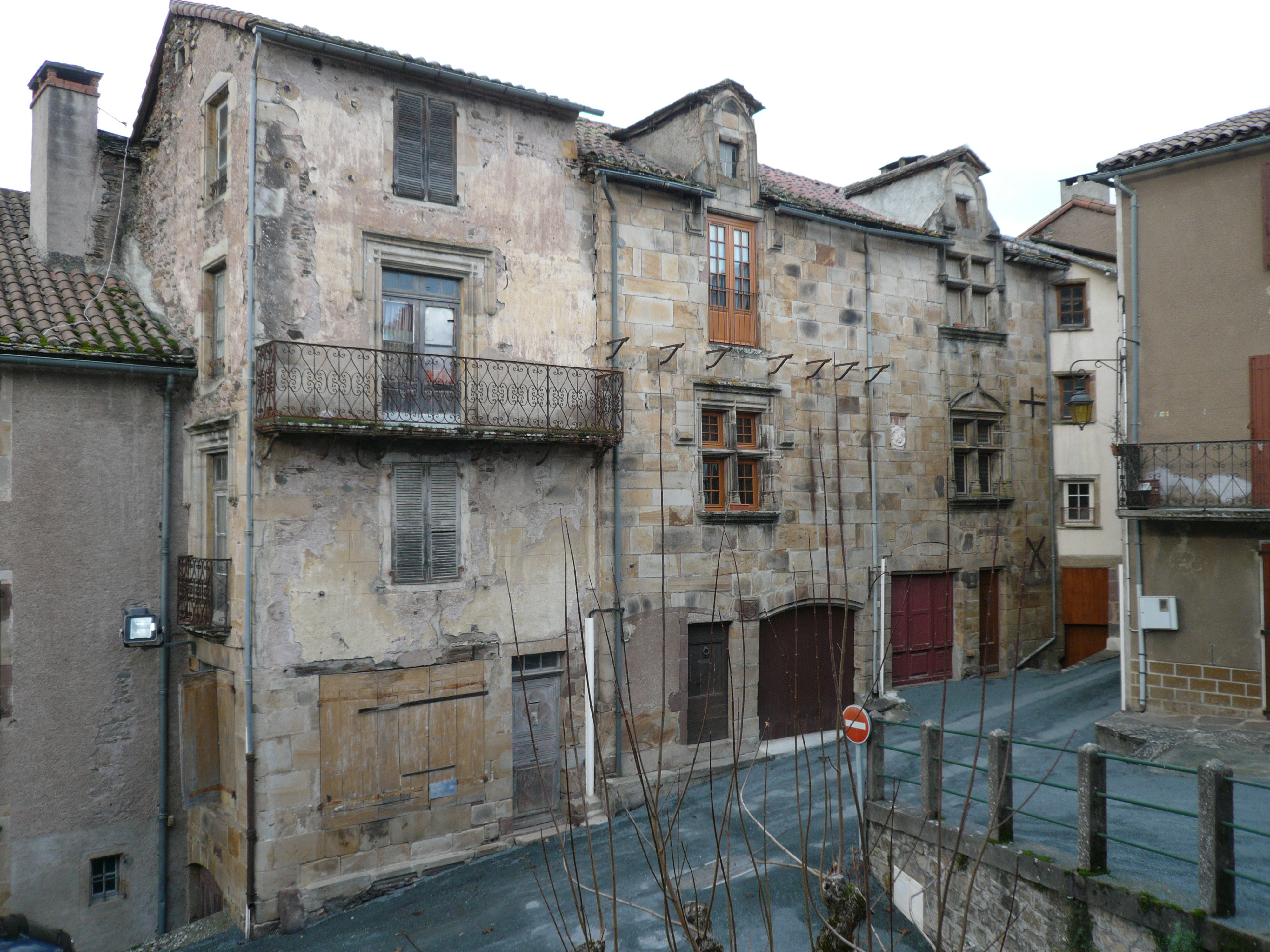
Сен-Сернен-сюр-Ранс
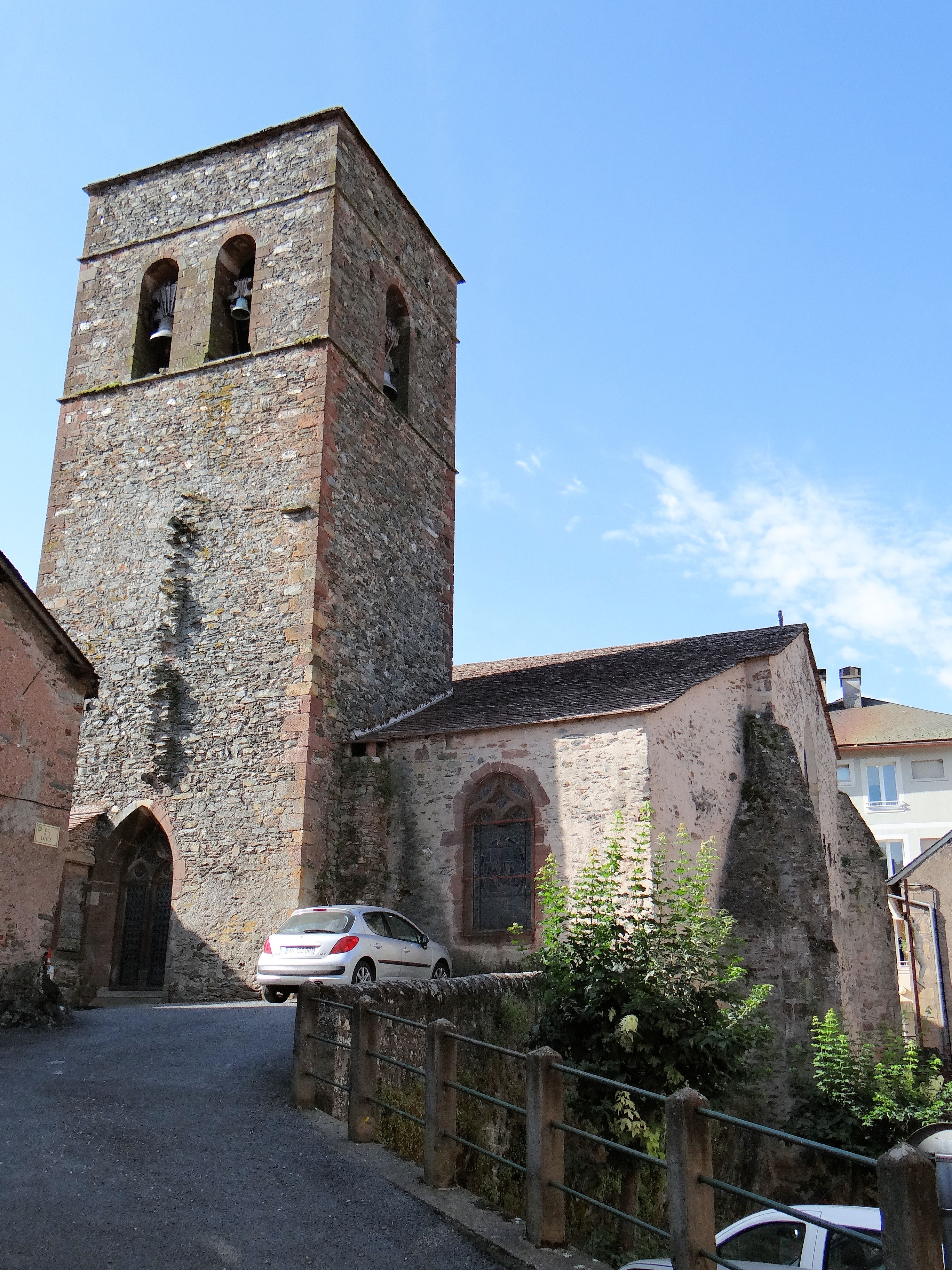
Церковь
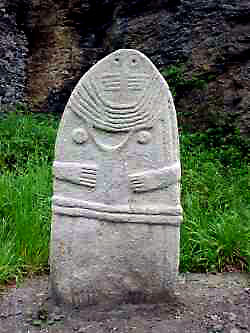
Менгир
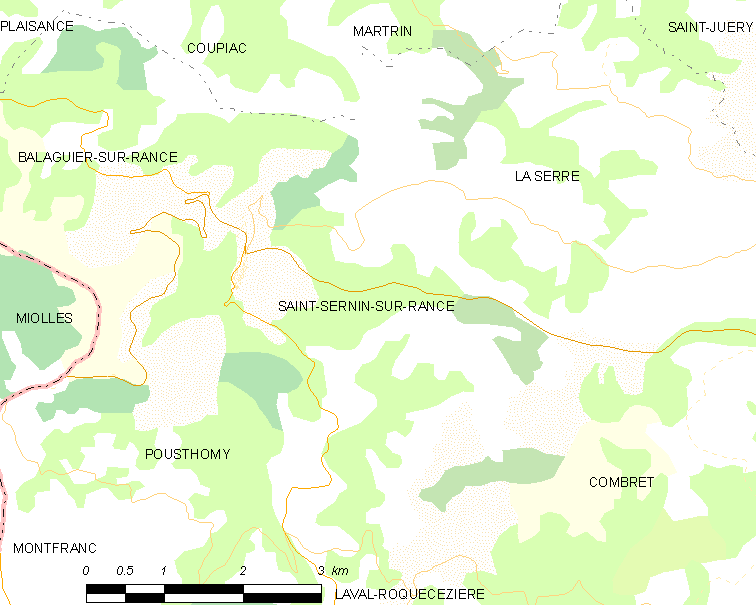
Карта коммуны